# Zenobia Jelińska
Zenobia Jelińska ps. Teresa (ur. 23 października 1903 w Przasnyszu, zm. 17 grudnia 1942 w Ciechanowie) – urzędniczka, członek ZWZ-AK.
Córka Wincentego i Franciszki z Zadrożnych. Pochodziła z rodziny rolniczej. Ukończyła Szkołę Powszechną, a przed wybuchem II wojny światowej szkołę średnią. W 1939 pracowała w starostwie w Przasnyszu. W okresie okupacji mieszkała przy ul. Błonie (dziś Piłsudskiego).
Była członkiem organizacji dywersyjnej K-7 (przeszkolona w maju 1939 w Modlinie), następnie kurierem obwodu ZWZ-AK na trasie Przasnysz-Ciechanów. Prowadziła ponadto sekcję kobiecą. Aresztowana 8 września 1942. Więziona w Płocku i Działdowie, 4 grudnia 1942 skazana na śmierć. Powieszona 17 grudnia 1942 na dziedzińcu zamku w Ciechanowie w publicznej egzekucji razem z Tadeuszem Jureckim, Bolesławem Nodzykowskim i Kazimierą Grzelakową.
W 25. rocznicę ich stracenia Towarzystwo Miłośników Ziemi Ciechanowskiej uczciło ich pamięć pamiątkowym głazem w miejscu, gdzie stały szubienice. Zenobia Jelińska spoczywa na cmentarzu parafialnym w Przasnyszu. W Ciechanowie jest ulica jej imienia. Znaczną liczbę pamiątek po Z. Jelińskiej przechowuje Muzeum Historyczne w Przasnyszu.